# Плеников
Плеников (укр. Плеників) — село в Перемышлянской городской общине Львовского района Львовской области Украины.
Население по переписи 2001 года составляло 242 человека. Занимает площадь 2,75 км². Почтовый индекс — 81233. Телефонный код — 3263.